# デイヴ・アブラジーズ
デヴィッド・ジェームス・アブラジーズ（David James Abbruzzese、1968年5月17日 - ）は、アメリカ合衆国のミュージシャン、ソングライター。1991年から1994年までロックバンド、パール・ジャムのドラマーとして活動した。

## 人物

### 生い立ち
コネチカット州のスタンフォードに生まれ、テキサス州のメスキートで育ち、ドラム演奏を始める。高校中退以降は音楽活動に専念し、様々なバンドでプレイするようになる。

### パール・ジャム
1991年にパール・ジャムを脱退した友人のドラマーであるマット・チェンバレンから、電話でパール・ジャム加入の依頼を受ける。自身の音楽的嗜好とパール・ジャムのメンバーの音楽的嗜好はかけ離れていたが、アブラジーズはバンドへの加入を決め、8月に加入後の初公演を行う。その後もデビューアルバム『ten』のサポートツアーに帯同、アルバム『Vs.』『バイタロジー』のレコーディングにも参加するが1994年、8月にその他のメンバーとの対立によりバンドを脱退する。

### それ以降の活動
1997年に新バンドGreen Romance Orchestraを結成しアルバム『Play Parts I & V』をリリース。同年にガンズ・アンド・ローゼズのアルバム『チャイニーズ・デモクラシー』のセッションに参加するが、アブラジーズの演奏パートは収録されなかった。その後もHairy Apes BMXに参加し2000年のアルバム『Out Demons』で演奏の他にプロデュース、ミキシングを行った。現在はThe IMFのメンバーとして活動。